# Valfornace
Valfornace est une commune italienne d'environ 909 habitants située dans la province de Macerata, région du Marches,dans l'Italie centrale. Créée le 1er janvier 2017, elle est formée de la fusion de Fiordimonte e Pievebovigliana.
Les communes limitrophes sont  Caldarola, Camerino, Cessapalombo, Fiastra, Muccia, Pieve Torina et Visso.